# Bloque Libertadores del Sur de las AUC
El Bloque Libertadores del Sur de las AUC fue una de las subestructuras paramilitares de las Autodefensas Unidas de Colombia, entre 1999 y 2005. Estaba subordinado al Bloque Central Bolívar de las AUC.

## Historia
En 1999 los hermanos Castaño ordenaron la expansión de las AUC, a Nariño. Este bloque operó en alianza con la Fuerza Pública, patrocinados por empresarios y aliados a 15 alcaldías municipales. Fue creado para expandir el paramilitarismo, el narcotráfico y por la petición de palmicultores, comerciantes, terratenientes e industriales que buscaban contener los crímenes de las FARC-EP y resolver de facto los conflictos por la tierra en esa región.

## Área de operaciones
Actuó en el departamento de Nariño. Estuvo conformado por tres frentes: Héroes de Tumaco y Llorente, Lorenzo Aldana y Brigadas Campesinas Antonio Nariño.

## Miembros principales
- Guillermo Pérez Alzate ‘Pablo Sevillano’.
- Davir Hernández.[8]
- Aníbal de Jesús Gómez Holguín Alias ‘Juan Carlos'’[9][10]
- Jorge Enrique Ríos Córdoba, alias ‘Sarmiento’[11]
- Guillermo León Marín, alias 'Álex o el Doctor'[12][13]
- Juan Larinson Castro, alias ‘Matamba ’[14]
- Rodolfo Useda Castaño, alias ‘Julio Castaño'.’[15]

## Crímenes y financiación

### Crímenes

#### Asesinatos
Asesinato de la religiosa y lideresa social Yolanda Cerón Delgado en 2001, del periodista Flavio Iván Bedoya Sarria en 2001, del gerente regional de Avianca en Nariño, Alfredo Calderón,de la estudiante Adriana Benítez, del estudiante Martín Emilio Rodríguez, del ganadero Carlos Vicente Gordillo, de  Jean Fabián Ceballos, José Segundo Revelo, Luis Humberto Arce, del profesor Ernesto Gonzalo Meneses, entre otros.
Se reconocieron 39 homicidios perpetrados por este grupo.
Este Bloque tiene registradas 1.660 víctimas en el Sistema de Información de Justicia y Paz (SIJYP).  Incurrió también en Reclutamiento de menores Desplazamiento forzado

#### Masacres
- Masacre de Tumaco (2000): 5 muertos.[27]
- Masacre del kilómetro 28 (2000): 4 muertos.[11]
- Masacre de Llorente (2000): 12 muertos.[20]

### Financiación
Se financió con el narcotráfico y la extorsión. 

## Proceso de paz
El 30 de julio del 2005 Pablo Sevillano se desmovilizó con 689 hombres y mujeres, estaba recluido en la Cárcel de Itaguí (Antioquia), el 13 de mayo de 2008 fue extraditado a Estados Unidos por narcotráfico, requerido por la Corte del Distrito de Florida. Fue liberado en 2016, y en 2019 fue sacado de la lista de narcotraficantes de Estados Unidos.